# Rodde (Kaufmannsfamilie)

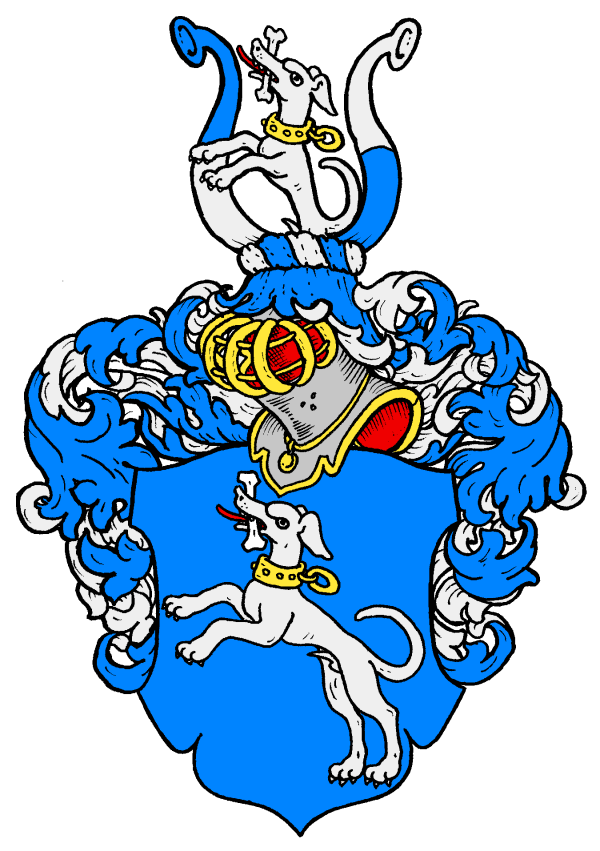
Stammwappen

Rodde ist der Name einer ursprünglich aus Münster stammenden Kaufmannsfamilie, die über ihr erfolgreiches Handelshaus im Lübecker Patriziat aufstieg, in dieser Stadt über Generationen Ratsherren und Bürgermeister stellte und im frühen 19. Jahrhundert Teil des mecklenburgischen Landadels wurde. Im Ostseeraum entstanden durch den Handel bereits im 17. Jahrhundert Familienstämme in Riga, Tallin und Narva, im 18. Jahrhundert auch in Archangelsk.

## Geschichte

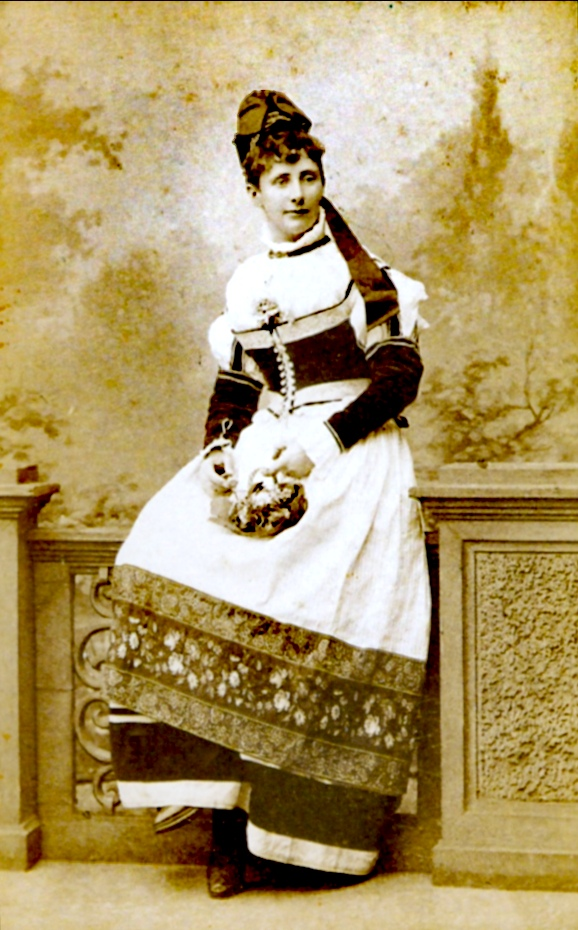
Olga Rodde, letzte Lübecker Angehörige der Familie Rodde (1889)

Die von Ernst Deecke überlieferte Lübeckische Sage deutet die Entstehung des Reichtums dieser zum Ende des 16. Jahrhunderts aus Westfalen nach Lübeck zugewanderten Kaufmannsfamilie an: Als Begründer dieser Lübecker Kaufmannsdynastie gilt der selbst 1567 noch in Münster geborene Kaufmann Adolf Rodde († 1617). Die Sage führt seinen Reichtum auf erfolgreiche Geschäfte im Ostseeraum auf Gotland und im Baltikum zurück und sie deutet gleichzeitig erlittene schicksalhafte Rückschläge auf diesem Weg an. Adolf Rodde wurde bereits in der ersten Generation in Lübeck im Jahr 1612 in den Rat der Stadt gewählt.
Das Mäzenatentum der Familie zeigt die Finanzkraft und den unternehmerischen Erfolg dieser für sieben Generationen in der Hansestadt ratssässigen Kaufmannsfamilie, deren Reichtum und Macht nach mehr als 200 Jahren in der Franzosenzeit gipfelte und abrupt endete. Letztes Mitglied der Familie Rodde in Lübeck war zu Beginn des 20. Jahrhunderts die Seniorin des St.-Johannis-Jungfrauenklosters Olga Rodde (1846–1941).
Bernhard Rodde, ein Bruder des Ratsherrn Adolf Rodde, siedelte zu Anfang des 17. Jahrhunderts von Lübeck nach Reval über und begründete den dortigen Zweig der Familie, der über vier Generationen Ratsherren in Reval stellte.
Der spätere Lübecker Bürgermeister Matthäus Rodde erhielt 1801 einen kaiserlichen Adelsbrief und wurde mit Diplom vom 6. April 1806 noch zum Reichsfreiherrn erhoben mit Gültigkeit der Nachfahren aus seiner ersten Ehe. Joachim Matthäus von Rodde auf Zibühl wurde 1839 in den mecklenburgischen Adel rezipiert.
Im Einschreibebuch des Klosters Dobbertin befinden sich vier Eintragungen von Töchtern der Familien von Rodde aus Zibühl von 1843 bis 1881 zur Aufnahme in das adelige Damenstift. Nr. 1606 Baroness Auguste von Rodde starb am 21. Februar 1933 im Kloster Dobbertin.

## Wappen

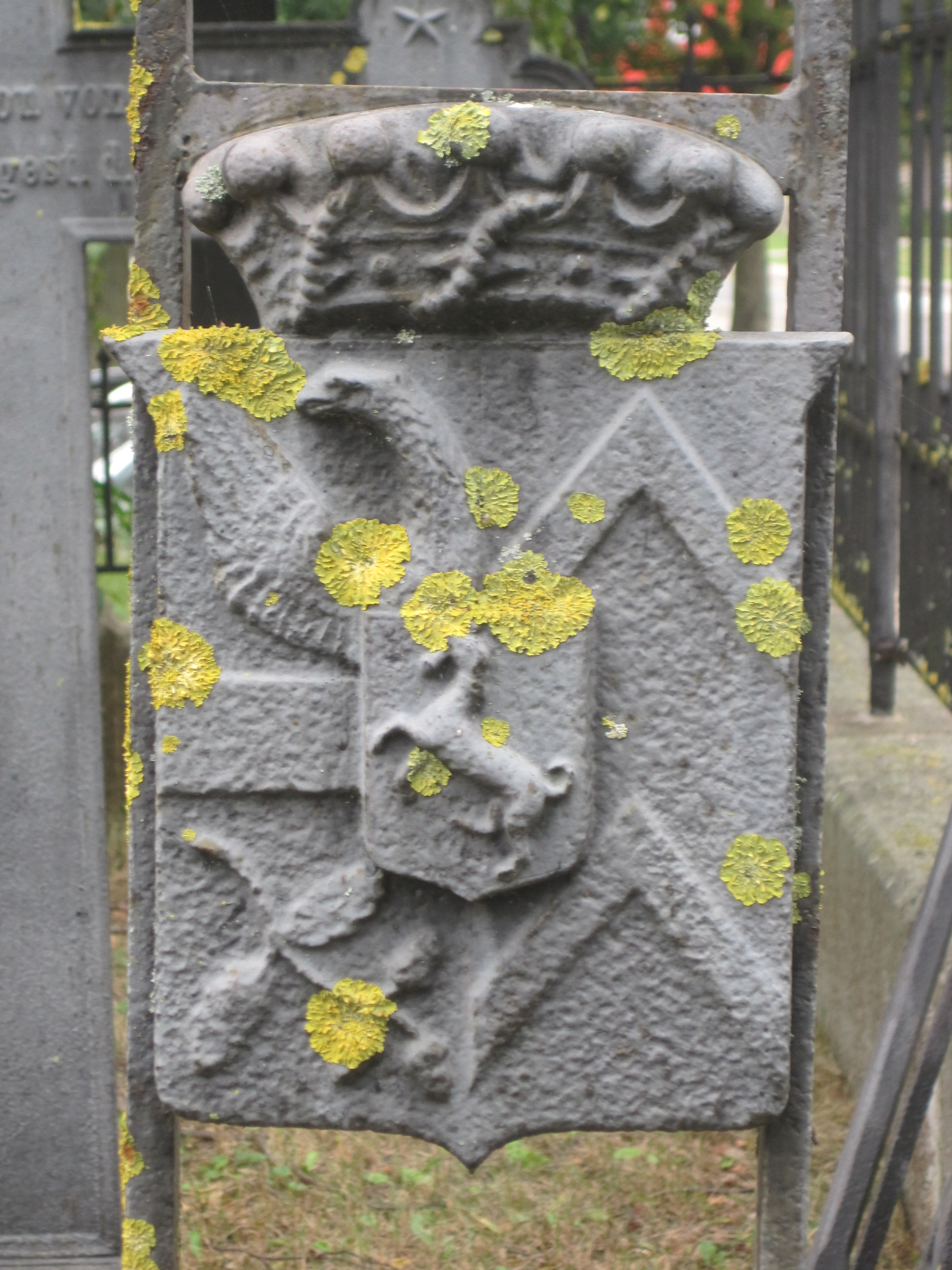
Wappen der Freiherren von Rodde

Das Stammwappen der Familie zeigt einen Windhund mit rotem Halsband in blauem Feld. Im Epitaph des Matthäus Rodde in der Marienkirche († 1677) hatte es die folgende Form: im blauen Schilde ein springender schwarzer Hund mit einem Knochen im Maule und goldenem Halsband mit Ring; auf dem Spangenhelm derselbe Hund wachsend zwischen zwei Büffelhörnern. Die Blasonierung des freiherrlichen Wappens lautet nach Otto Titan von Hefner: Wappen: Gespalten von Silber und Rot mit aufgelegtem blauen Mittelschild, darin ein aufspringendes silbernes Windspiel mit einem Bein [d. h. Knochen] im Rachen. Der vordere Platz des Schildes ist durch einen roten Balken geteilt, oben aus dem Spalt kommend ein halber schwarzer Adler, unten ein n. Eichenast, hinten zwei goldene Sparren. Drei Helme:I. der Eichenast, II. ein wachsender schwarzer Doppeladler, III. der Wind wie im Mittelschild. — Decken: I. rot, silber, II. schwarz, grün, III. blau, silber.

## Besitzungen

### Stadthäuser in Lübeck
Die Lübecker Stadthäuser der Familie Rodde befanden sich in den besten Lagen der Stadt. Auch das Behnhaus gehörte kurzzeitig dazu. Die Residenz des letzten Lübecker Bürgermeisters aus der Familie befand sich in der Breiten Straße 13. Das klassizistische Haus mit der für Lübeck überbreiten Fassade wurde später als Hotel und im 20. Jahrhundert als Kino Capitol genutzt.

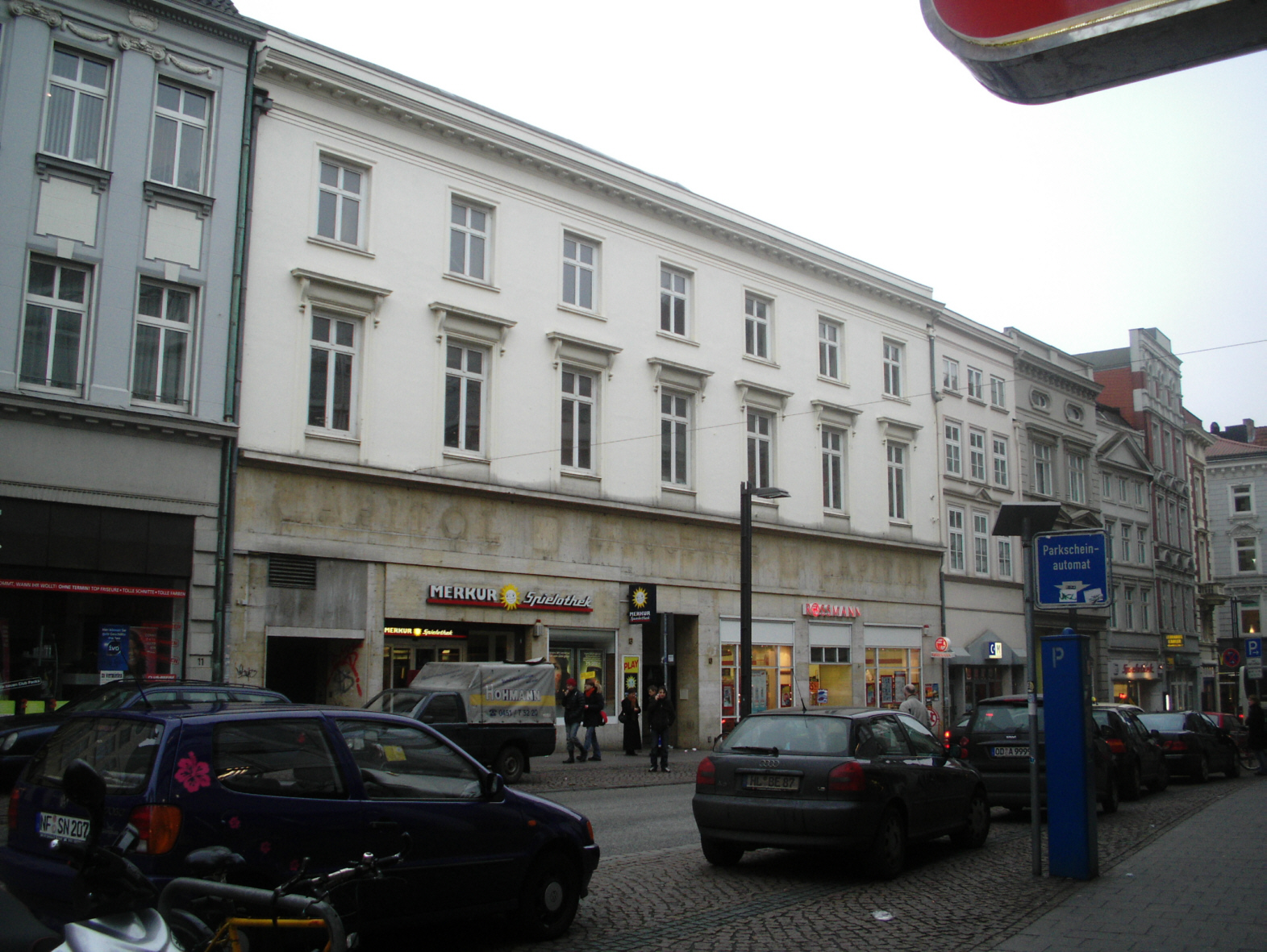
Breite Straße 13 (ehem. Palais von Mathäus und Dorothea von Rodde)
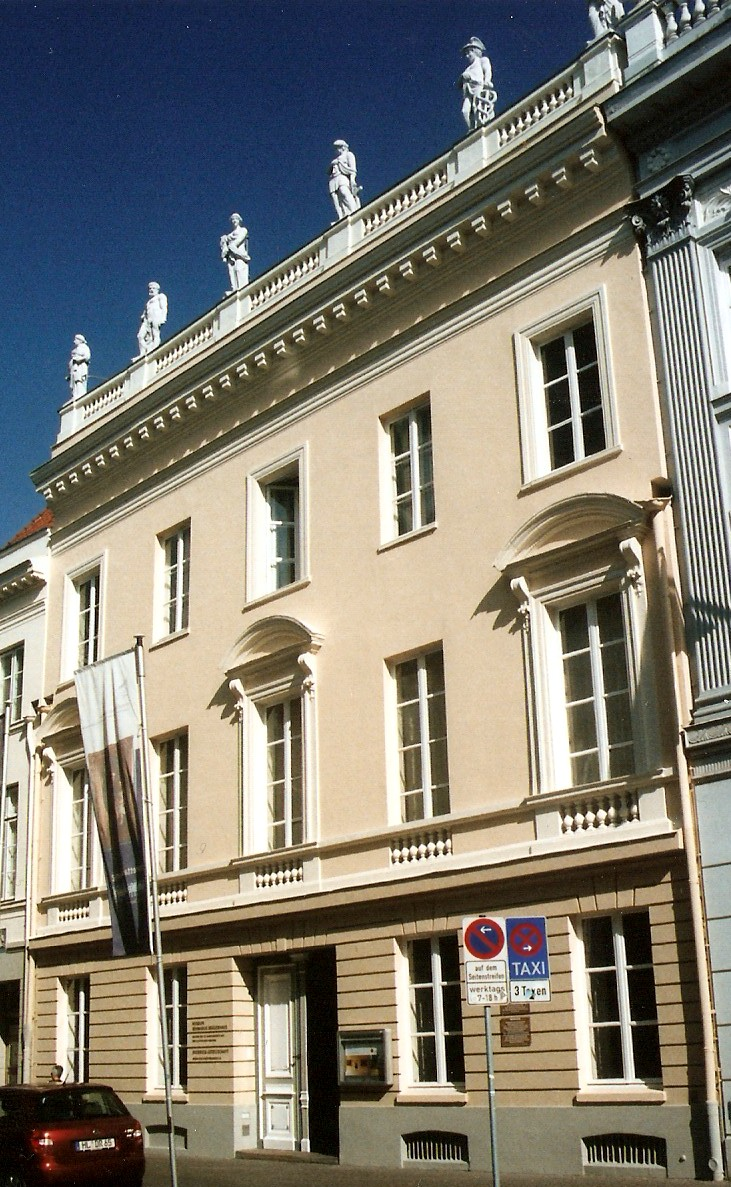
Behnhaus, Königstraße 11

### Landgüter in Mecklenburg
- Jesenitz (1808–1816)
- Pannekow, heute Ortsteil von Altkalen (1812–1818)
- Ziebühl, heute Ortsteil von Dreetz (Mecklenburg) (1827–nach 1864)
- Beidendorf, heute Ortsteil von Bobitz (1886–nach 1911)
- Gutshaus Neese, Landkreis Ludwigslust (1913–1945)

## Bedeutende Mitglieder der Familie

### Lübeckische Ratslinie
- Adolf Rodde (1567–1617), Kaufmann und Ratsherr in Lübeck
  - Berend Rodde, Kaufmann, wurde 1613 Bürger in Reval (siehe unten)
  - Matthäus Rodde (1598–1677), Lübecker Kaufmann („Spanienfahrer“) und Ratsherr; von 1667 bis 1677 Lübecker Bürgermeister
    - Franz Bernhard Rodde (1644–1700), Kaufmann („Kaufleutekompagnie“) und Ratsherr seit 1695[5]
      - Johann Rodde (1692–1720), Jurist und Ratssekretär der Hansestadt Lübeck

    - Adolf Mattheus Rodde (1655–1729), Dr. jur., Ratssekretär, nach dem Tod des Bruders Ratsherr und 1708 Lübecker Bürgermeister
      -         - Mattheus Rodde (1681–1761), Lübecker Bürgermeister
          - Mattheus Rodde (1724–1783), Ältermann der Kaufleutekompagnie, Ratsherr 1770[6]
            - Mattheus Rodde (1754–1825), 1801 nobilitiert, 1806 zum Reichsfreiherrn erhoben; verheiratet mit:
            - I. Magdalene Elisabeth Peters (1760–1785)
              - Joachim Freiherr von Rodde (1782–1865), auf Zibühl, verh. m. Lilla von Brandenstein
                - Karl August Freiherr von Rodde (1812–1893), auf Zibühl, verh. m. Sophie von Arnim-Katelbogen
                  - Freiherr Cuno (Kuno) Cuno (1857–1927), ledig, Genealoge --> Siehe u. Beamte, Militärs
                  - Helene Freiinn von Rodde (1867–1947), Konventualin Kloster Ribnitz

                - Franz Freiherr von Rodde (1815–1860), meckl.-schwer. Major, verh. m. Anna von Buch --> Siehe u. Beamte, Militärs

            - II. der Philologin Dorothea Schlözer (1770–1825), Kaufmann und Bürgermeister der Hansestadt Lübeck

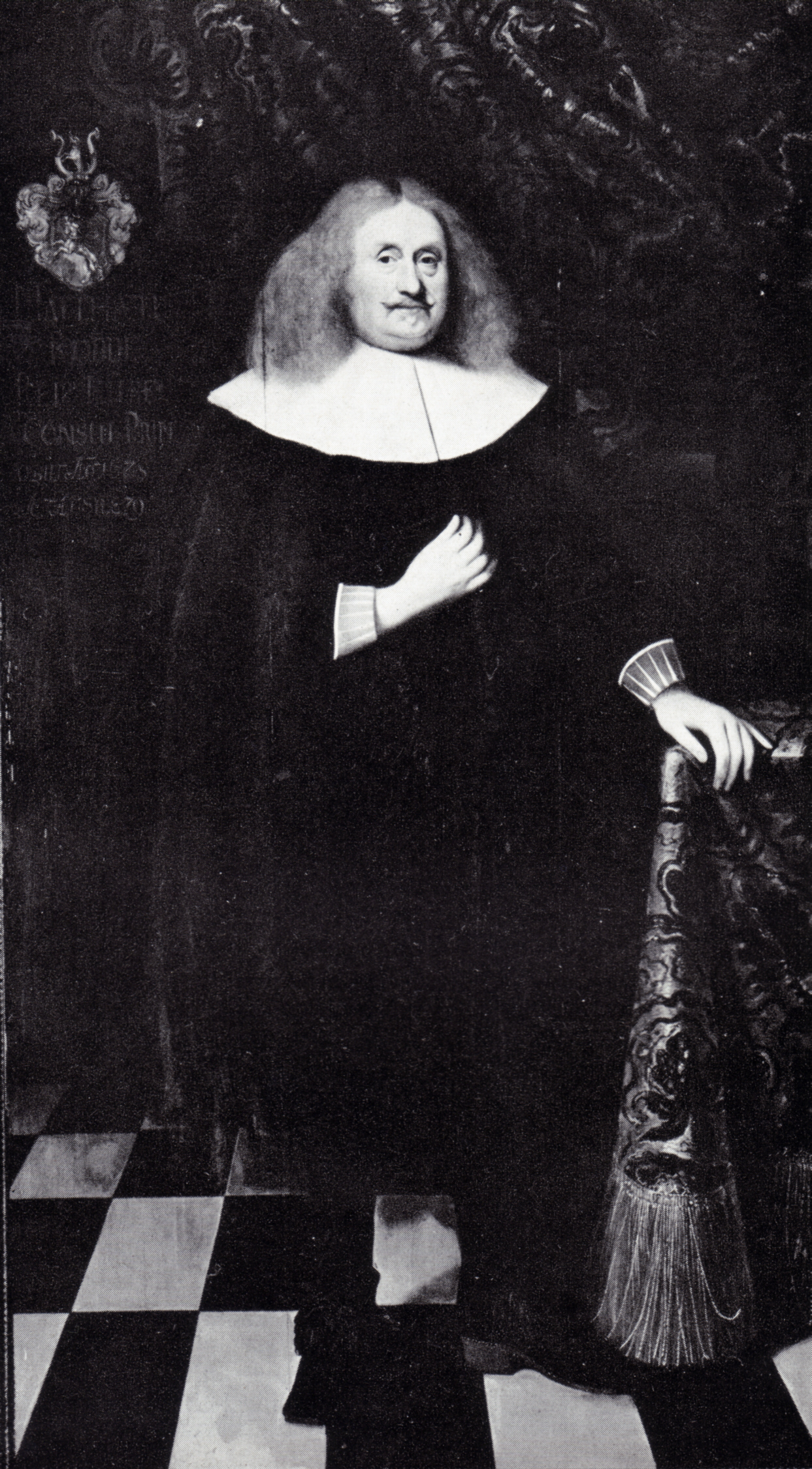
Matthäus Rodde (1598–1677)
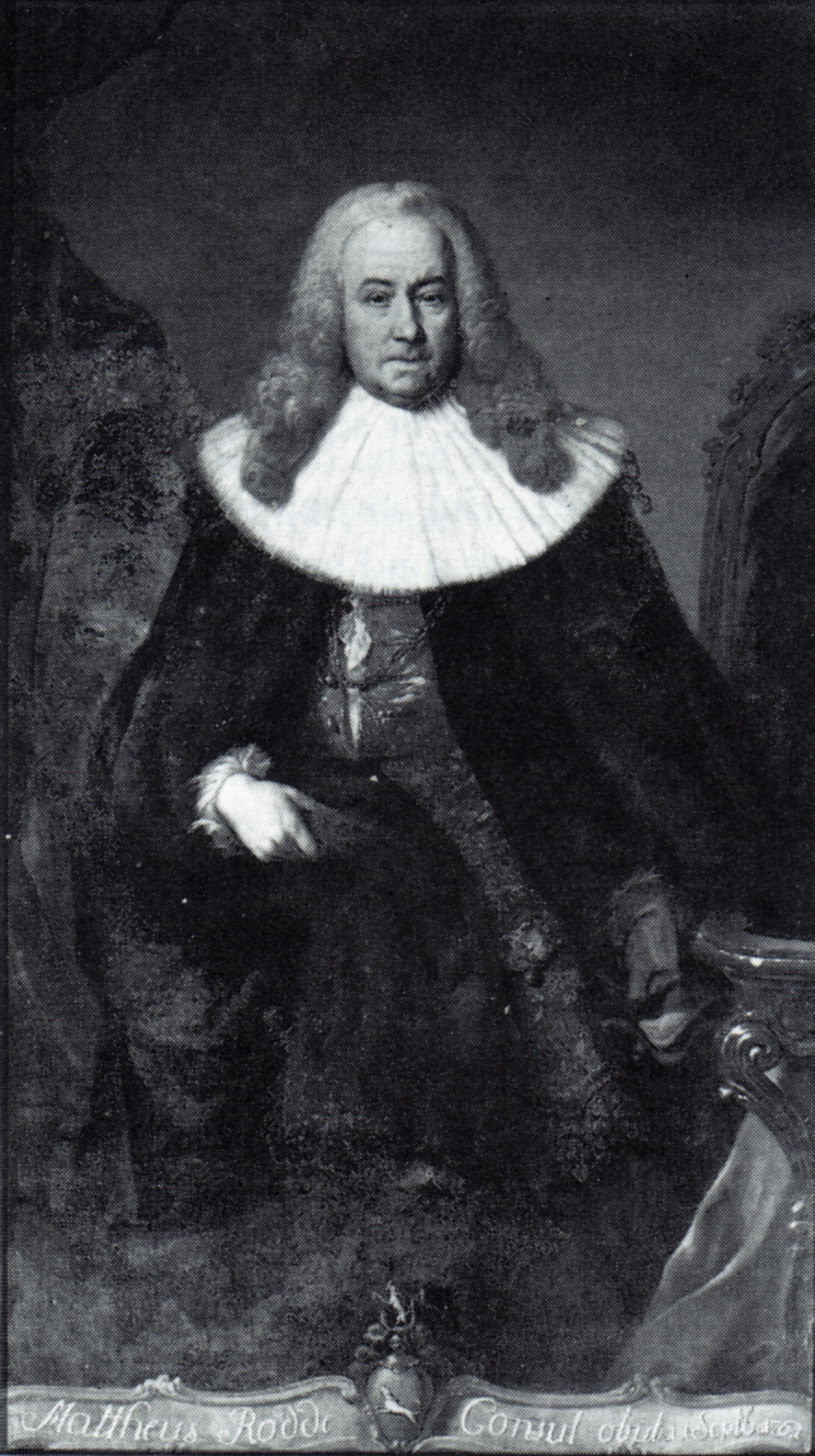
Mattheus Rodde (1681–1761)
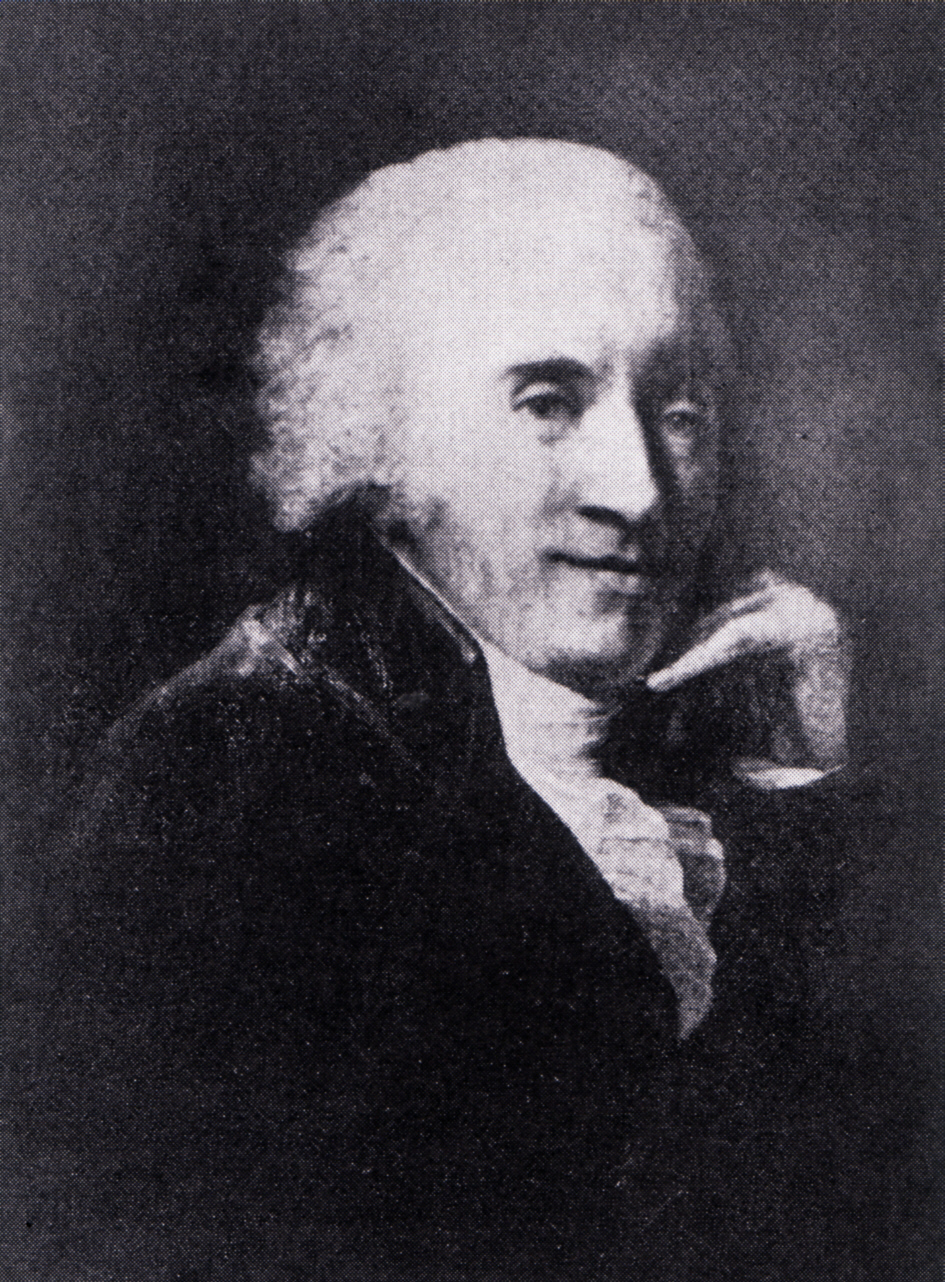
Mattheus (von) Rodde (1754–1825)
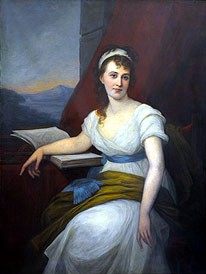
Dorothea von Rodde (1770–1825)

- Hermann Rodde (1666–1730; aus einer jüngeren Linie), Ratsherr aus der Kaufleutekompagnie, 1717 Bürgermeister. Stifter des barocken Jacobialtars.[7]
  - Adolph Rodde (1688–1732), Neffe von Nr. 836, Ratsherr aus der Kaufleutekompagnie.[8]
    - Franz Bernhard Rodde (Politiker, 1721), Ratsherr 1757, Lübecker Bürgermeister 1789[9]

### Lübecker Kaufleute
- Peter Hinrich Rodde (1822–1891), Konsul für Mecklenburg-Strelitz, Vorbild für Konsul Peter Döhlmann in den Buddenbrooks

### Baltikum und Russland

#### Revaler Kaufleute und Ratsherren
- Berend Rodde, wurde 1613 Bürger in Reval
  - Berndt Rodde († 1704), Kaufmann
    - Bernhard (Berend) Rodde (* 1677, + ~1701 als Student in Leipzig)[10]
      - Johan(n) Joachim Rodde (1675–1743), 1726 Ratsherr in Reval
        - Berend Johann Rodde (siehe unten Archangelsk und Hamburg)
        - Diedrich Rodde II (1732–1800), 1783 Ratsherr, 1787–1800 Bürgermeister von Reval[11][12]
          - Diedrich Rodde III (1763–1831), Kaufmann, 1805 bis 1819 Vize-Konsul der Vereinigten Staaten in Reval, 1810 Ratsherr von Reval, 1817 in einen Korruptionsskandal verwickelt, 1820 verurteilt und verbannt[13][14], gestorben in Pärnu
            - Jenny Rodde (1800–1837) ⚭ Johann Christian von Wistinghausen (1793–1835 Reval)
            - Alexander Hermann Rodde (siehe unten Pernau)

          - Christian Rodde (1780–1838), Kaufmann, ab 1808 Vize-Konsul der Vereinigten Staaten in Riga, später in Finnland tätig

#### Pernau/Pärnu
- Alexander Hermann Rodde (1802–1870), Kaufmann (J. Jacke & Co., Export von  Flachs, Hanf, Hede und Getreide; Import von Salz), seit 1837 niederländischer Konsul[15]
  - Caroline Rodde (1828–1866) ⚭ Karl Alexander von Wistinghausen
  - Alexander Diedrich Rodde (1829–1899), Kaufmann, niederländischer Konsul, Ratsherr
    - Adolph Alexander Rodde (1863–1926), Kaufmann, ab 1899 dänischer Vizekonsul, niederländischer Konsul

  - Diedrich Emanuel Rodde (1837–1895), Kaufmann

#### Narva
- Johann Rodde (1641–1705), Kaufmann
  - Caspar Matthias Rodde (1689–1743), lutherischer Geistlicher und Pastor in Narva

#### Archangelsk
- Kaspar Adolf Rodde (1680–1731), Kaufmann
  - Jacob Rodde (1725–1789), Sekretär beim Rat von Riga und Übersetzer
  - Werner Adolf Rodde (1726–1804), Geistlicher und Pädagoge, Lehrer in Halle, Rektor in Stade
- Dietrich Rodde (1690–1761), Kaufmann (Beil, Becker & Rodde)[16]
  - Anna Elisabeth Rodde ⚭ Samuel Gottlieb Becker
  - Margaret Rodde ⚭ Berend Johann Rodde (Bruder des Revaler Bürgermeisters Dietrich Rodde, siehe unten Hamburg)
  - Agneta Gertrude Rodde ⚭ Johann Beil

### Hamburg
- Berend Johann Rodde (1720–1786), Kaufmann in Archangelsk, seit den 1760er Jahren in Hamburg, Landbesitzer in Dockenhuden
  - Berend Johann Rodde (1766–1826), Jurist, Domherr ⚭ Sophia Carolina Gossler (1779–1798)

### Beamte, Militärs und Gutsbesitzer in Mecklenburg und Vorpommern
- August Freiherr von Rodde (1812–1893), auf Zibühl
  - Cuno (Friedrich) Freiherr von Rodde (1857–1927), Forstmeister und Genealoge (Sohn d. Vorigen)
- Franz Kuno Baron von Rodde (1815–1860), Offizier der Leib-Garde-Husaren, Major und Kommandant des Mecklenburgischen Dragonerregiments
  - Otto Freiherr von Rodde (1844–1908), Dragoner-Offizier und Oberstallmeister, dann Kammerherr und Intendant des Seebades Bad Doberan (Sohn d. Vorigen)
  - August (Franz) Freiherr von Rodde (1847–1927), Mecklenburg-Schwerinscher Adjutant u. Dragoner-Offizier, Generalmajor u. Militärhistoriker (Bruder d. Vorigen)
    - Joachim Freiherr von Rodde (* 1883), Dragoner-Offizier und Mecklenburg-Schwerinischer Adjutant (Sohn d. Vorigen)
      - Franz-Joachim Freiherr von Rodde (1922–2011), Generalmajor der Bundeswehr (Sohn d. Vorigen)
        - Wolf-Joachim Bernhard Freiherr von Rodde (* 1948), Diplom-Kaufmann/Unternehmer (Sohn d. Vorigen)
- Dominik Marcus Freiherr von Rodde (* 1980), Diplom-Kaufmann

## Begräbnisse

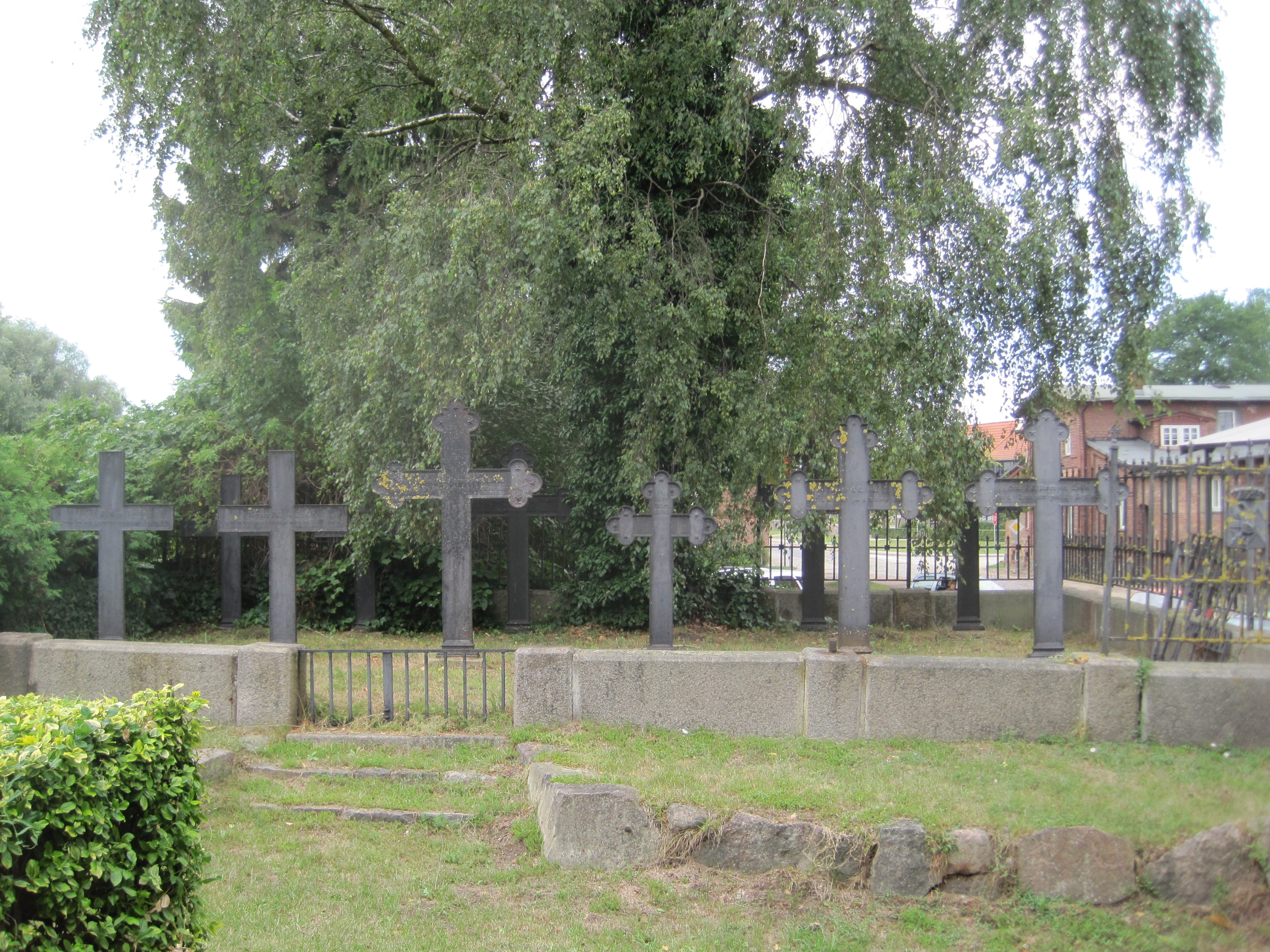
Familienbegräbnis von Rodde in Tarnow (Mecklenburg)

1693 erwarb Margarethe Rodde, die Witwe des Kaufmanns Adolf Rodde, von ihren Miterben als Nachfahren des Christian Northoff die am weitesten westlich gelegene Seitenkapelle im nördlichen Seitenschiff der Lübecker Marienkirche, die zur Grablege des jüngeren Familienzweiges wurde. Das Kapellenportal umrahmte später das Epitaph für den Bürgermeister Franz Bernhard Rodde. Das im Empire-Stil gearbeitete Denkmal bestand aus einem stufenförmig ansteigenden, von einem Altar gekrönten hölzernen Aufbau, vor dem zwischen einer trauernden und einer gläubig zum Himmel aufblickenden weiblichen Marmorfigur das von Johann Jacob Tischbein auf Kupfer gemalte Brustbild angebracht war. Darunter war eine lange schmale Inschrifttafel gesondert in die marmorne Mauerverkleidung eingelassen, während das kleine Wappen den Portalbogen zierte. Es ist wie auch die anderen reichen Epitaphien der Familie in der Marienkirche beim Luftangriff auf Lübeck am 29. März 1942 verbrannt. Auch die teilweise aus Messing gearbeiteten Grabplatten sind nicht erhalten.
Erhalten ist das Erbbegräbnis der mecklenburgischen Linie auf dem Friedhof der Dorfkirche Tarnow.
An den Hamburger Juristen und Domherrn Berend Johann Rodde († 1826) erinnert eine Sammelgrabplatte der Familie Gossler auf dem Althamburgischen Gedächtnisfriedhof des Ohlsdorfer Friedhofs.

## Stiftungen

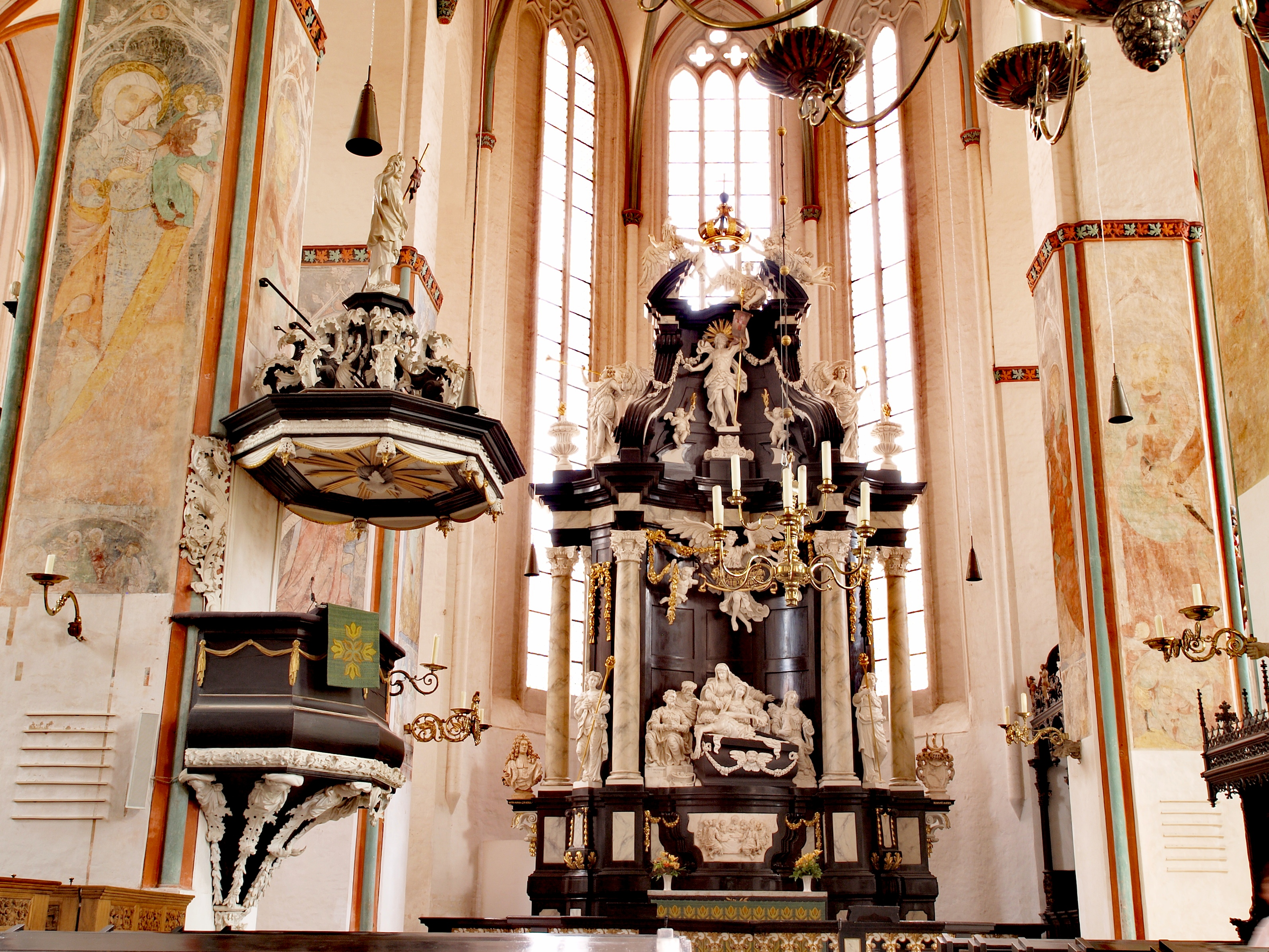
Barockaltar von 1717 in Jakobi

Der von Hermann Rodde 1717 der Jakobikirche gestiftete Altar aus der Werkstatt Hieronymus Hassenbergs orientiert sich deutlich an der größten nachreformatorischen Stiftung Lübecks, dem Altar des Spanienfahrers Thomas Fredenhagen für die Lübecker Marienkirche von Thomas Quellinus. Wie bei Quellinus findet sich die Büste des Stifters unter zeitentsprechender Allongeperücke links am Altar. Während der größere Quellinus Altar nach 1945 nicht wieder aufgestellt wurde und daher heute nur noch in verstreuten Fragmenten zu sehen ist, gibt der Hassenbergsche Altar eine Ahnung vom Reichtum der hanseatischen Kaufleute auch nach dem Ende der Zeit der Hanse.

## Nachlässe und Sammlungen
Die von Cuno Freiherr von Rodde angelegte genealogische Sammlung und der Familiennachlass von August Friedrich von Rodde befinden sich im Landeshauptarchiv Schwerin.

## Genealogie (Auszug)
- Gothaisches genealogisches Taschenbuch der freiherrlichen Häuser auf das Jahr 1863. Justus Perthes, Gotha 1862.
- Gothaisches genealogisches Taschenbuch der freiherrlichen Häuser auf das Jahr 1867. Justus Perthes, Gotha 1866.
- Gothaisches Genealogisches Taschenbuch der Freiherrlichen Häuser 1921. 71. Jahrgang, Justus Perthes, Gotha 1920, S. 778.
- Gothaisches Genealogisches Taschenbuch der Freiherrlichen Häuser. Zugleich Adelsmatrikel der D.A.G. Teil B (Briefadel). 1939. 89. Jahrgang, Justus Perthes, Gotha 1938.
- Hans Friedrich von Ehrenkrook. Et. al: Genealogisches Handbuch der Freiherrlichen Häuser. B (Briefadel). 1957. Band II, Band 16 der Gesamtreihe GHdA, Hrsg. Deutsches Adelsarchiv, C. A. Starke, Glücksburg (Ostsee) 1957, ISSN 0435-2408, S. 403 ff.
- Walter von Hueck. Et. al: Genealogisches Handbuch der Freiherrlichen Häuser. B (Briefadel). 1992. Band XVI, Band 102 der Gesamtreihe GHdA, Hrsg. Deutsches Adelsarchiv, C. A. Starke, Limburg (Ostsee) 1992, ISSN 0435-2408, S. 403 ff.